# 1948 en Suisse
Chronologie de la Suisse
- 1944
- 1945
- 1946
- 1947
- 1948
- 1949
- 1950
- 1951
- 1952

Chronologie de la Suisse
1947 en Suisse - 1948 en Suisse - 1949 en Suisse

## Gouvernement au1erjanvier 1948
- Conseil fédéral[1]:
  - Enrico Celio PDC, président de la Confédération
  - Ernst Nobs PSS, vice-président de la Confédération
  - Max Petitpierre PRD
  - Eduard von Steiger UDC
  - Rodolphe Rubattel PRD
  - Karl Kobelt PRD
  - Philipp Etter PDC

## Évènements

### Janvier
Jeudi 1er janvier 
- Entrée en vigueur de l’Assurance-vieillesse et survivants (AVS).

 Samedi 10 janvier 
- Première de la pièce de théâtre Der Blinde (L'Aveugle) de Friedrich Dürrenmatt, au Théâtre municipal de Bâle.

 Mercredi 21 janvier 
- Élection complémentaire dans le Canton de Vaud. Pierre Oguey élu tacitement au Conseil d’État.

 Vendredi 30 janvier 
- Ouverture des Jeux olympiques de Saint-Moritz (GR).

 Samedi 31 janvier 
- Aux Jeux olympiques de Saint-Moritz, le pilote zurichois Felix Endrich remporte le titre de champion olympique de bob à deux.

### Février
Lundi 2 février 
- Paul Ruegger devient président du Comité international de la Croix-Rouge, succédant à Carl Jacob Burckhardt.
- Aux Jeux olympiques de Saint-Moritz, la Bernoise Hedy Schlunegger remporte le titre de championne olympique de descente (ski alpin).

 Mercredi 4 février 
- Fin du rationnement des produits laitiers et du sucre, la production étant désormais suffisant pour répondre à la demande.

 Jeudi 5 février 
- Aux Jeux olympiques de Saint-Moritz, le Bernois Edi Reinalter remporte le titre de champion olympique de slalom (ski alpin).

 Dimanche 22 février 
- En raison d’une déficience de son système de freinage, un train fou des Chemins de fer du Sud-Est en provenance de Sattel (SZ), lancé sur une voie de garage, démolit un butoir et percute un bâtiment industriel à Wädenswil (ZH). On dénombre 22 morts et une quarantaine de blessés.

### Mars
Dimanche 14 mars 
- Votations fédérales. Le peuple rejette, par 481 352 non (63,8 %) contre 272 701 oui (36,2 %), l’arrêté fédéral réglant le régime du sucre.

 Lundi 15 mars 
- Migros ouvre son premier magasin en libre-service à Zurich.

### Avril
Jeudi 1er avril 
- Entrée en vigueur du traité russo-suisse sur la reprise des relations économiques entre les deux pays.* Fin du rationnement du pain, des pâtes et du charbon.

 Mercredi 7 avril 
- Visite officielle du comte Carlo Sforza pour remercier le Conseil fédéral de l’aide apportée par la Suisse à la population italienne durant la guerre.

 Lundi 19 avril 
- Décès à Saint-Gall, à l’âge de 72 ans, de l’architecte Ernst Fiechter.

### Mai
Samedi 1er mai 
- Suppression des visas pour les passeports entre la Suisse et la France.

 Mardi 11 mai 
- Le Conseil fédéral annonce son intention de convoquer une Conférence diplomatique dans le but d’établir une nouvelle convention sur les civils en temps de guerre.

 Dimanche 30 mai 
- Les citoyens de Brigue (VS) décident l’achat du Château de Stockalper.

### Juin
Mercredi 2 juin 
- Décès à Saint-Prex (VD), à l’âge de 78 ans, de l’entrepreneur Henri Cornaz, fondateur de la verrerie.

 Samedi 5 juin 
- Première de Maître Puntila et son valet Matti, de Bertolt Brecht, au Théâtre municipal de Zurich. La pièce suscite une vive controverse.

 Dimanche 13 juin 
- L’AC Bellinzone s’adjuge, pour la première fois de son histoire, le titre de champion de Suisse de football.

 Lundi 14 juin 
- Mise en service de la première piste de l’Aéroport intercontinental de Zurich-Kloten, longue de 1 900 mètres.

 Dimanche 20 juin 
- Le Suisse Ferdi Kübler remporte le Tour de Suisse cycliste.
- À l’occasion du Centenaire de l’État fédéral, un cortège parcourt les rues de Berne.

 Vendredi 25 juin 
- Décès à Lausanne, à l’âge de 85 ans, du peintre Ernest Biéler.

### Juillet
Jeudi 1er juillet 
- Fin du rationnement

 Mardi 6 juillet 
- Un ressortissant zurichois, Eugen Wipf, est condamné à la réclusion à vie pour avoir commis quatorze meurtres et d'autres délits, durant la guerre, dans un camp de concentration près de Trêves.

 Jeudi 8 juillet 
- Explosion dans une fabrique de feux d’artifice à Arth (SZ). Neuf ouvriers sont tués par l’explosion.
- Premier vol Zurich-New York de la compagnie Swissair.

 Dimanche 11 juillet 
- Au Locle, inauguration du monument du centenaire de la révolution neuchâteloise, dû au sculpteur Hubert Queloz.

 Jeudi 15 juillet 
- Suppression des visas pour les passeports entre la Suisse et l’Italie.

 Mercredi 28 juillet 
- La Suisse adhère à la Cour internationale de justice (CIJ), siégeant à La Haye (Pays-Bas).
- Décès à Lausanne, à l’âge de 42 ans, de la pianiste et chanteuse Edith Burger.

### Août
Vendredi 6 août 
- Lors des Jeux olympiques de Londres, le Lucernois Emil Grünig remporte le titre de champion olympique en à l’arme libre à 300 mètres (tir).
- Lors des Jeux olympiques de Londres, le Bernois Michael Reusch remporte le titre de champion olympique aux barres parallèles (gymnastique).
- Lors des Jeux olympiques de Londres, le Lucernois Josef Stalder remporte le titre de champion olympique aux barres parallèles (gymnastique).
- Lors des Jeux olympiques de Londres, le Zurichois Karl Frei remporte le titre de champion olympique aux anneaux (gymnastique).

 Lundi 9 août 
- Lors des Jeux olympiques de Londres, le Bernois Hans Moser remporte le titre de champion olympique en dressage individuel (hippisme), avec sa monture Hummer.

 Mardi 10 août 
- Visite officielle du shah d’Iran Reza Pahlevi.

 Mercredi 18 août 
- Explosion dans un dépôt de munitions à Göschenen (UR).

### Septembre
Samedi 4 septembre 
- Le Rhône sort de son lit, causant d'importants dégâts aux cultures de la plaine valaisane.

 Lundi 6 septembre 
- Inauguration d’une ligne aérienne Zurich-Rio de Janeiro.

 Samedi 25 septembre 
- Décès à Nyon (VD), à l’âge de 51 ans, du poète Edmond-Henri Crisinel.

### Octobre
Dimanche 3 octobre 
- Élection complémentaire en Valais. Oscar Schnyder est élu au Conseil d’État,

 Vendredi 8 octobre 
- Le conseiller national Gottlieb Duttweiler lance deux pierres contre une fenêtre du Palais fédéral pour attirer l’attention des autorités sur les conséquences d’un blocus.

 Jeudi 14 octobre 
- Cérémonie de bénédiction du Barrage de Rossens (FR).

 Dimanche 31 octobre 
- Fin de l’exploitation du funiculaire Lausanne-Signal.

### Novembre
Mercredi 3 novembre 
- Assemblée constitutive à Lausanne de l’association Cinémathèque suisse.
- La suppression du contingentement de la viande de boucherie entraîne une hausse des prix de 40 à 80 centimes par kilogramme.

 Mardi 30 novembre 
- L'Abbaye de Saint-Maurice en Valais est élevée au rang de basilique mineure.

### Décembre
Dimanche 5 décembre 
- Élections cantonales à Genève. Albert Picot (PLS), Antoine Pugin (Parti chrétien-social), François Perréard (PLS), Aymon de Senarclens (PLS), Charles Duboule (PRD), Louis Casaï (PRD) et Jean Treina (PSS) sont élus au Conseil d’État lors du 1er tour de scrutin.

 Lundi 6 décembre 
- Le Bâlois Gustave Wenk est élu président du Conseil des États. C’est la première fois qu’un socialiste est désigné pour occuper cette fonction.

 Vendredi 10 décembre 
- Le chimiste Paul Hermann Müller, inventeur de l’insecticide DDT, reçoit le Prix Nobel de médecine.

 Jeudi 23 décembre 
- A l’initiative de Radio-Lausanne, première émission internationale de La Chaîne du bonheur.